# Luka Moskwitin
Luka Moskwitin (russisch Лука Москвитин; * im 16. Jahrhundert; † etwa 1608) war ein russischer Kaufmann und Polarforscher.

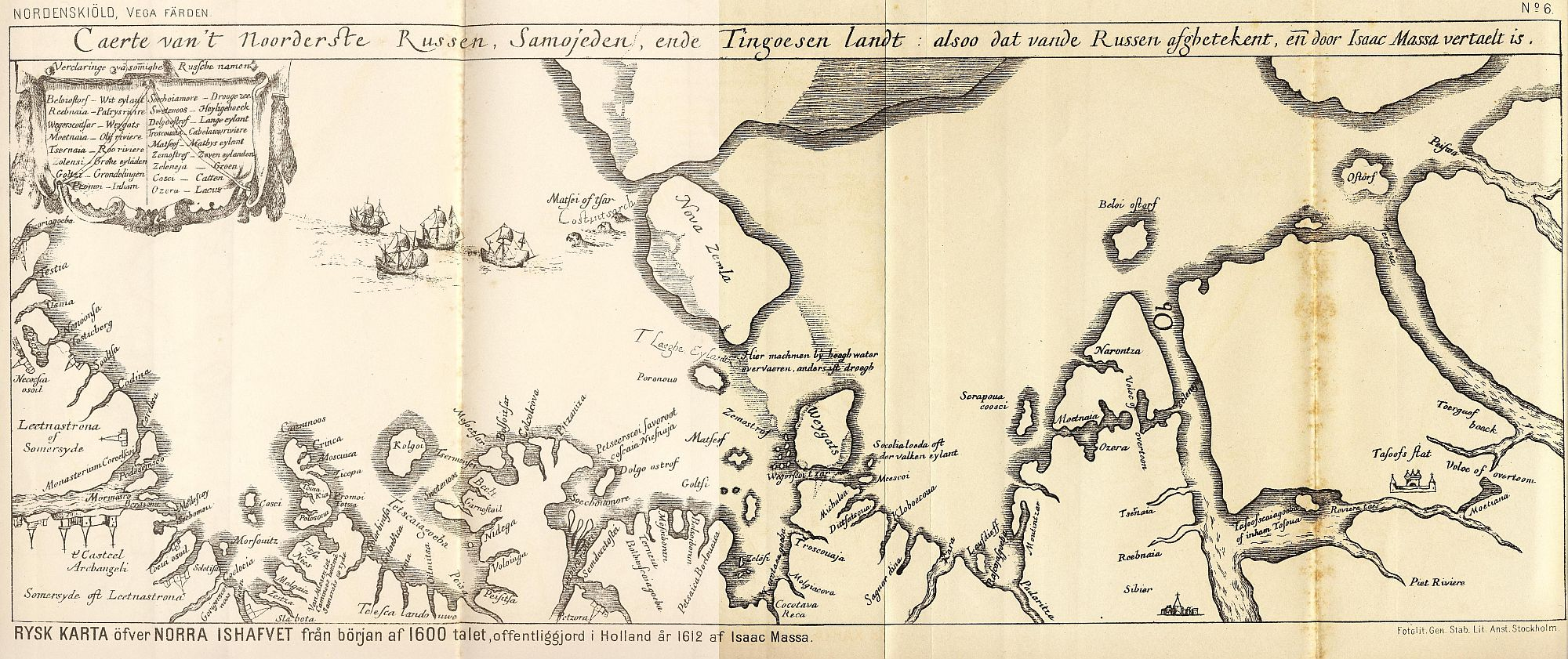
Massas Karte der nordsibirischen Küste (1612)

Moskwitin leitete die Regierungsexpedition, die auf dem Arktischen Ozean  vom Obbusen entlang der sibirischen Küste nach Osten fahren sollte. Im Frühjahr 1605 fuhr er mit drei Kotschen (Ruder-Segelschiffe der Pomoren) auf dem Ob in den Obbusen und weiter in die Karasee. Auf der Fahrt nach Osten entdeckte er die Inseln Oleni und Sibirjakow. Als Erster fuhr er in den Jenisseigolf und in die Jenissei-Mündung. Er entdeckte die Pjassina-Bucht und -Mündung, was die Entdeckung der Taimyrhalbinsel einleitete.
Auf dem Rückweg starben Expeditionsmitglieder und auch Moskwitin. Die überlebenden Expeditionsmitglieder kehrten zum Ob zurück. Mit ihren Erzählungen wurde ein Expeditionsbericht für den Zaren erstellt, der aufgrund der politischen Umwälzungen in der Zeit der Wirren sein Ziel nicht erreichte und nicht erhalten ist. Nicht später als 1609 erlangte der niederländische Kaufmann Isaac Massa Kenntnis von dem Bericht und schickte die Informationen über die Ergebnisse der Expedition Moskwitins in die Niederlande. Er erstellte eine Karte der Entdeckungen Moskwitins, die 1612 in Amsterdam erschien und erhalten ist.
Gleichzeitig mit Moskwitins Schiffsexpedition wurde ein Kommando auf dem Landweg losgeschickt, das über Mangaseja zur Turuchan-Mündung zog. Im Putorana-Gebirge wurden Silbererze entdeckt. Beide Expeditionsteile trafen sich am Jenissei. Der sibirische Woiwode begab sich mit dem Bericht über den Erfolg der Expedition nach Moskau.